# Chris Witty
Christine Diane Witty, detta Chris (West Allis, 23 giugno 1975), è un'ex pattinatrice di velocità su ghiaccio ed ex pistard statunitense.
È stata la portabandiera della delegazione statunitense durante la cerimonia di apertura dei XX Giochi olimpici invernali a Torino nel 2006. Nel ciclismo su pista ha invece rappresentato il suo paese ai Giochi olimpici Sydney 2000.

## Palmarès

### Olimpiadi
- Oro a Salt Lake City 2002 nei 1000 metri.
- Argento a Nagano 1998 nei 1000 metri.
- Bronzo a Nagano 1998 nei 1500 metri.

### Mondiali - Distanza singola
- Oro a Calgary 1998 nei 1000 metri.
- Argento a Hamar 1996 nei 1000 metri.
- Bronzo a Nagano 2000 nei 1000 metri.